# 米屋勇一
米屋 勇一（よねや ゆういち、1976年 - ）は、日本の剣道家（2022年11月24日八段）。元剣道日本代表。東京都練馬区出身。埼玉県警察警備部機動隊剣道特練監督を経て、現在は鴻巣警察署に勤務。警部補。

## 経歴
- 1976年 - 東京都練馬区に生まれる。
- 1992年4月 - 高輪高校に進学。
- 1995年4月 - 国士舘大学体育学部に進学。
- 1999年4月 - 埼玉県警察に奉職。現在に至る。
- 2002年11月 - 全日本剣道選手権大会に初出場。
- 2006年12月 - 世界剣道選手権大会個人戦に出場予定だったが、現地での前日稽古でアキレス腱を断裂。長期療養に入る。
- 2007年9月 - 全国警察剣道大会（団体戦）に出場し、選手復帰を果たす。
- 2008年11月 - 全日本剣道選手権大会で三位入賞。

## 主な戦績
全日本剣道選手権大会
- 2002年：2回戦敗退
- 2004年：1回戦敗退
- 2005年：3回戦敗退
- 2006年：ベスト8（優秀選手賞）
- 2008年：第3位
- 2009年：ベスト8（優秀選手賞）
- 2010年：2回戦敗退
- 2011年：ベスト8（優秀選手賞）
- 2012年：ベスト8（優秀選手賞）
- 2013年：1回戦敗退
- 2014年：2回戦敗退
- 2015年：2回戦敗退

世界剣道選手権大会
- 2006年台湾大会：個人戦出場（怪我で欠場）

全国警察剣道大会
- 2009年：予選リーグ敗退
- 2010年：予選リーグ敗退
- 2012年：予選リーグ敗退
- 第3位

全国警察剣道選手権大会
- 2003年：準優勝
- 2009年：1回戦敗退
- 2010年：4回戦敗退
- 2012年：2回戦敗退
- 2013年：4回戦敗退

国民体育大会
- 優勝・準優勝・第3位

都道府県対抗大会
- 第3位

全日本学生大会
- 優勝1回・準優勝1回

関東学生大会
- 団体優勝・第3位
- 個人優勝